# باد اشتبن
باد اشتبن (به آلمانی: Bad Steben) یک شهر در آلمان است که در بایرن واقع شده‌است.

## خصوصیات
باد اشتبن ۲۵٫۸۴ کیلومترمربع مساحت دارد ۵۷۸ متر بالاتر از سطح دریا واقع شده‌است.